# 抵当権の変更の登記
抵当権の変更の登記（ていとうけんのへんこうのとうき）は登記の態様の1つで、抵当権の登記事項などに変更があった場合にする登記である。本稿では不動産登記における抵当権の変更の登記について説明する。抵当権の登記事項などに変更があった場合、変更を第三者に対抗するためには登記が必要となる（民法177条）。
なお、登記名義人の氏名・名称・住所（以下表示という）に変更があった場合及び取扱店の変更の登記手続きについては登記名義人表示変更登記を、抵当権の順位を変更する登記については順位変更登記を、順位の変更（以下順位変更という）以外の抵当権の処分（民法376条）に関する登記については抵当権の処分の登記を、抵当証券が発行されている場合の変更登記の手続きについては抵当証券#変更・更正登記それぞれ参照。また、賃借権をすべての先順位抵当権に対抗することができるようにする登記については民法第387条第1項の同意の登記を参照。
本稿では根抵当権を含まない普通抵当権の変更の登記について説明する。以下、抵当権とあれば普通抵当権を指すものとする。根抵当権の変更登記については根抵当権変更登記を参照。

## 略語について
説明の便宜上、次のとおり略語を用いる。
法
不動産登記法（平成16年6月18日法律第123号）
令
不動産登記令（平成16年12月1日政令第379号）
規則
不動産登記規則（平成17年2月18日法務省令第18号）
記録例
不動産登記記録例（2009年（平成21年）2月20日民二500号通達）
抵当権変更登記
抵当権の変更の登記

## 登記事項の変更

### 債権額の変更

#### 減額変更
債権額の減額を登記できる場合及びその場合の登記申請情報への登記原因及びその日付（令3条6号）の記載の例は以下のとおりである。日付は原則として弁済をした日又は契約成立日である。
- 一部弁済や一部免除などにより、債権の一部が消滅した場合、「原因　平成何年何月何日一部弁済」（記録例389）や「平成何年何月何日一部免除」など
- 債権額を減額する契約をした場合、「原因　平成何年何月何日変更」（記録例390）
- 債権の元本を弁済したが、利息が残っている場合、「原因　平成何年何月何日元本弁済」（記録例391）
- 債権一部譲渡などによる抵当権の一部移転登記後、原債権又は移転した債権のみが弁済により消滅した場合、「原因　平成何年何月何日何某の債権弁済」（記録例394・395）
- 2個の債権を合わせて担保した場合において、1個の債権のみが弁済により消滅した場合、「原因　平成何年何月何日（あ）金銭消費貸借の弁済」（登記研究587-189頁）

変更後の事項（不動産登記令別表25項申請情報）については原則として「変更後の事項　債権額　金何円」のように記載する（記録例389参照）が、元本弁済の場合には「変更後の事項　債権額　金何円（平成何年何月何日から平成何年何月何日までの利息）」のように記載する（記録例391参照）。日付は原則として契約成立日である。
また、2個の債権を合わせて担保した場合において、1個の債権のみが弁済により消滅した場合、残債権についての原因・債権額と、他の登記事項（抵当権設定登記#登記事項を参照）のうち消滅した債権と残債権で異なる事項を記載する（登記研究587-189頁）。

#### 増額変更
債権額の増額を登記できる場合は制限されており、その場合の登記申請情報への登記原因及びその日付（不動産登記令3条6号）の記載方法は以下のとおりである。なお、変更後の事項（令別表25項申請情報）はいずれも「変更後の事項　債権額　金何円」のように記載する（記録例390・392参照）。
- 設定時に債権の一部を担保する旨を明記して登記した場合（抵当権設定登記#登記原因を参照）において、残部の債権額の範囲内で増額する契約をした場合、「原因　平成何年何月何日変更」（記録例390）
- b:民法第405条の利息の元本への組み入れの場合、「原因　平成何年何月何日平成何年何月何日から平成何年何月何日までの利息の元本組入」（記録例392）
- 登記された債権額が債権価額（不動産登記法83条1項1号かっこ書）又は担保限度額（同法83条1項5号）である場合（1960年（昭和35年）3月31日民甲712号通達第16-3参照）、「原因　平成何年何月何日変更」
- 金銭消費貸借予約契約に基づく将来の貸付金を担保している場合において、当該予定契約を変更して貸付金額を増額した場合（1967年（昭和42年）11月7日民甲3142号回答）、「原因　平成何年何月何日変更」
- 法令の改正により債権額が増加することとなる場合（1937年（昭和12年）8月12日民甲1054号回答）、「原因　平成何年何月何日変更」

抵当権設定登記後、新たに貸し付けを行った場合、当該債権を被担保債権とする抵当権の債権額増額変更登記はすることができない。この場合、新たな設定登記によるべきである（1899年（明治32年）11月1日民刑1904号回答）。

### 債務者の変更
根抵当権変更登記と異なり、「平成何年何月何日変更」を原因とする債務者の変更登記はすることができない。抵当権には付従性があるからである。
債務者の変更の原因としては債務引受・更改・相続又は合併・表示変更があり、順に説明する。

#### 債務引受
債務引受の具体例と登記申請情報への登記原因及びその日付（不動産登記令3条6号）・変更後の事項（同令別表25項申請情報）の記載方法は以下のとおりである。
- 重畳的債務引受の場合、「原因　平成何年何月何日重畳的債務引受」及び「追加する事項　連帯債務者　何市何町何番地　A」（記録例402参照）
- 免責的債務引受の場合、「原因　平成何年何月何日免責的債務引受」及び「変更後の事項　債務者　何市何町何番地　B」（記録例401参照）

原因日付は原則として債務引受契約の成立日である。免責的債務引受の場合、債権者の承諾が必要な場合があるが、債権者は登記権利者として必ず登記申請に参加するので、承諾証明情報の添付は不要である。なお、新旧債務者が抵当権の目的たる権利の登記名義人でない場合（物上保証）には、物上保証人の同意の日を日付とするという説がある（書式精義中巻-777頁）。

#### 相続・合併・表示変更
具体例と登記申請情報への登記原因及びその日付（不動産登記令3条6号）・変更後の事項（同令別表25項申請情報）の記載方法は以下のとおりである。
相続につき、債務者が死亡し、相続人がA・Bである場合において、債務者をAのみとするためには、A・B間で遺産分割又は債務引受をしなければならないが、登記手続きは共同相続の登記がされているかどうかによって異なる。
共同相続の登記がされているときは、「原因　平成何年何月何日遺産分割」又は「原因　平成何年何月何日Bの債務引受」を原因、変更後の債務者をAとする変更登記を申請すればよい。なお、共同相続の登記がされている場合において遺産分割の登記をする場合、相続登記に準じて更正登記をするべきであるとする説もある（書式精義中巻-1127頁）。
共同相続の登記がされていないときは、遺産分割の場合「原因　平成何年何月何日相続」を原因、変更後の債務者をAとする変更登記を申請すればよく（記録例403）、債務引受の場合、「原因　平成何年何月何日相続」を原因、変更後の債務者をA及びBとする変更登記の後「原因　平成何年何月何日Bの債務引受」を原因、変更後の債務者をAとする変更登記を申請すればよい（記録例404）。
日付は、相続又は遺産分割を原因とする場合は債務者が死亡した日であり、債務引受を原因とする場合は債務引受契約の成立日である。
合併の場合、「原因　平成何年何月何日合併」を原因とする変更登記を申請すればよい。変更後の事項は「変更後の事項　債務者　何市何町町何番地　株式会社C」のように記載する。
表示変更の場合の申請情報に記載すべき登記原因及びその日付については登記名義人表示変更登記#登記原因及びその日付（令3条6号）を参照。論点は同じである。申請情報には変更後の事項として「変更後の事項　債務者の住所　何市何町町何番地」（記録例410参照）や「変更後の事項　債務者の氏名　何某」のように記載する。

### 更改
更改の具体例と登記申請情報への登記原因及びその日付（不動産登記令3条6号）の記載方法は以下のとおりである。日付は原則として更改契約成立日である。
- 債権者の交替による更改の場合、「原因　平成何年何月何日債権者更改による新債務担保」（記録例406）
- 債務者の交替による更改の場合、「原因　平成何年何月何日債務者更改による新債務担保」（記録例405）
- 債権の目的の変更による更改の場合、「原因　平成何年何月何日金銭消費貸借への債権目的の更改による新債務担保」（記録例407）

債権者の交替の場合、抵当権移転登記をするべきであるという説もある（書式解説-360頁、書式精義中巻-1028頁・758頁）。なお、変更後の事項（不動産登記令別表25項申請情報）として記載すべき事項は以下のとおりである。
- 債権者の交替による更改の場合、債権額及び不動産登記法88条1項各号の事項並びに抵当権者（新債権者）の表示（記録例406）
- 債務者の交替による更改の場合、債権額及び不動産登記法88条1項各号の事項並びに新債務者の表示（記録例405）
- 債権の目的の変更のよる更改の場合、債権額及び不動産登記法88条1項の事項（記録例407）

### 利息・損害金の変更
利息の設定・変更・廃止の登記の場合の登記申請情報への変更後の事項（不動産登記令別表25項申請情報）の記載方法は以下のとおりである。なお登記原因及びその日付（不動産登記令3条6号）はいずれも「平成何年何月何日変更」であり（記録例396ないし399）、日付は原則として変更契約の成立日である。損害金についても以下に準じる（記録例399参照）。
- 設定の場合、「追加する事項　利息　年何%」（記録例396（注）3参照）
- 変更の場合、「変更後の事項　利息　年何%」（記録例396参照）
- 廃止の場合、「変更後の事項　利息の定め廃止」（記録例398参照）
- 分割貸付契約による債権を担保している場合において、利息を二本立てにする場合、「変更後の事項　利息　金何円については年何％、金何円については年何％」（記録例397参照）

上記とは別に、特殊な登記として、民法375条1項ただし書の利息の特別登記がある。この場合、登記の目的は「登記の目的　1番抵当権の利息の特別登記」のように記載し、変更後の事項にあたる部分については「遅滞利息　金何円」のように記載する（記録例393）。登記原因については「原因　平成何年何月何日から平成何年何月何日までの利息延滞」のように記載する（記録例393）。ただし、物上保証の場合については争いがあり、記録例393の（注）2は「原因　平成何年何月何日から平成何年何月何日までの利息の担保契約」としている。以上の民法375条1項ただし書の利息の特別登記の場合には原因日付の記載は不要である。

### その他
例えば債権に付した条件（不動産登記法88条1項3号）を廃止した場合、申請情報には登記原因及びその日付（不動産登記令3条6号）として「原因　平成何年何月何日変更」、変更後の事項（同令別表25項申請情報）として「変更後の事項　債権の条件廃止」のように記載する（記録例411参照）。
その他の登記事項の記載方法については利息の項記載の例を参照。

### 登記申請情報（一部）

#### 目的・原因・変更後の事項
登記の目的（不動産登記令3条5号）は、「登記の目的　1番抵当権変更」のように記載する（記録例389）。この記載の例によらない場合については当該項目で説明済である。
登記原因及びその日付（不動産登記令3条6号） の記載の例はそれぞれの項目で説明済である。
変更後の事項（不動産登記令別表25項申請情報）の記載の例はそれぞれの項目で説明済みである。

#### 登記申請人
登記申請人（不動産登記令3条1号）は、登記記録上直接に利益を受ける者を登記権利者とし、直接に不利益を受ける者を登記義務者として記載する。抵当権の登記名義人か抵当権設定者（不動産の所有権登記名義人等）があてはまるが、その振り分けは以下のとおりである。
- 抵当権者に不利な場合は抵当権者を登記義務者とし、抵当権設定者を登記権利者とする。具体的には、債権額の減額変更や利息・損害金の利率の引き下げなどである。
- 抵当権設定者に不利な場合は抵当権設定者を登記義務者とし、抵当権者を登記権利者とする。具体的には、債権額の増額変更や利息・損害金の利率の引き上げなどである。

なお、法人が申請人となる場合、以下の事項も記載しなければならない。
- 原則として申請人たる法人の代表者の氏名（不動産登記令3条2号）
- 支配人が申請をするときは支配人の氏名（一発即答14頁）
- 持分会社が申請人となる場合で当該会社の代表者が法人であるときは、当該法人の商号又は名称及びその職務を行うべき者の氏名（2006年（平成18年）3月29日民二755号通達4）。

ただし、債務者の変更については必ず抵当権者を登記権利者とし、抵当権設定者を登記義務者とする。有利・不利の判断がつきにくいからである。なお、債権者の交替による更改の場合、登記権利者は新債権者ではなく旧債権者（抵当権登記名義人）である。これは「直接に利益を受ける者」の例外であるが、旧債権者の知らない間に登記がされることを防止するためである。
なお、抵当証券が発行されている場合、債務者の表示の変更の登記は債務者が単独で申請することができる（不動産登記法64条2項）。

#### 添付情報
添付情報（不動産登記規則34条1項6号、一部） は、登記原因証明情報（不動産登記法61条・不動産登記令7条1項5号ロ）、登記義務者の登記識別情報（不動産登記法22条本文）又は登記済証及び、不動産の所有権登記名義人（設定者が該当しうる）が登記義務者となる場合で債務者の変更（債務者の交替による更改を含む。書式精義中巻-1132頁参照。）以外の場合は登記義務者の印鑑証明書（不動産登記令16条2項・不動産登記規則48条1項5号及び同規則47条3号イ(1)、同令18条2項・同規則49条2項4号及び48条1項5号並びに47条3号イ(1)）である。法人が申請人となる場合は更に代表者資格証明情報（不動産登記令7条1項1号）も原則として添付しなければならない。
一方、書面申請の場合であっても、上記の場合以外は登記義務者の印鑑証明書の添付は原則として不要である（不動産登記令16条2項・不動産登記規則48条1項5号、同令18条2項・同規則49条2項4号及び48条1項5号）が、登記義務者が登記識別情報を提供できない場合には添付しなければならない（不動産登記規則47条3号ロ及びハ参照）。
変更登記を付記登記でする場合、利害関係人が存在するときはその承諾が必要であり（不動産登記法66条）、承諾証明情報が添付情報となる（不動産登記令別表25項添付情報ロ）。この承諾証明情報が書面（承諾書）である場合には、原則として作成者が記名押印し、当該押印に係る印鑑証明書を承諾書の一部として添付しなければならない（不動産登記令19条）。この印鑑証明書は当該承諾書の一部であるので、添付情報欄に「印鑑証明書」と格別に記載する必要はなく、作成後3か月以内のものでなければならないという制限はない。

#### 登録免許税
登録免許税（不動産登記規則189条1項前段）は原則として、不動産1個につき1,000円を納付する（登録免許税法別表第1-1(14)）。
債権額を増額する変更登記・民法405条の利息の元本組入の登記・民法375条1項ただし書の利息の特別登記の場合には、増加した債権額・元本に組み入れた利息の額・延滞利息の額の1,000分の4である（登録免許税法12条1項・同別表第1-1(5)）。ただし、共同担保にある数個の抵当権について当該変更登記を行う場合、登録免許税法13条2項の減税規定が準用される（1968年（昭和43年）10月14日民甲3152号通達1）。よって、変更登記が最初の申請以外の場合で、前の申請と今回の申請に係る登記所の管轄が異なる場合、登記証明書（登録免許税法施行規則11条、具体的には登記事項証明書である）を添付すれば（管轄が同じなら添付しなくても）、当該変更登記に係る抵当権の件数1件につき1,500円となる（登録免許税法13条2項）。この場合、登記申請情報に減税の根拠となる条文を「登録免許税　金1,500円（登録免許税法第13条第2項）」のように記載しなければならない（不動産登記規則189条3項）。

## 抵当権の効力の及ぶ範囲の変更

### 拡大変更
不動産などの共有持分に抵当権設定登記がされた後、当該共有者が他の共有者の持分を取得した場合、当該持分に抵当権の効力の及ぶ範囲を拡大することができる。この登記は実質は追加設定ではあるが、変更登記で行う（1953年（昭和28年）4月6日民甲556号回答）。登記申請情報の記載の例は以下のとおりである。
登記の目的（不動産登記令3条5号）は、「登記の目的　1番抵当権の効力を所有権全部に及ぼす変更」（記録例408）や「登記の目的　1番抵当権の効力をA持分全部に及ぼす変更」のように記載する。
登記原因及びその日付（不動産登記令3条6号）は、実質は追加設定である（1956年（昭和31年）4月9日民甲758号通達）ので、「原因　平成何年何月何日金銭消費貸借平成何年何月何日設定のように記載する（記録例408）。
記載の意味については抵当権設定登記#登記原因及びその日付を参照。なお、既存の抵当権の登記原因及びその日付と同一でなければならない。
登記申請人（不動産登記令3条1号）は、実質は追加設定であるので、範囲が拡大される抵当権者を登記権利者、抵当権設定者（拡大される抵当権の対象となる不動産の所有権などの登記名義人）を登記義務者として記載する。なお、法人が申請人となる場合の代表者の氏名等の記載に関する論点は登記事項の変更の場合と同じである。
添付情報（不動産登記規則34条1項6号、一部）は、登記事項の変更の場合の添付情報と同じである。実質は追加設定であるが、登記証明書（登録免許税法施行規則11条、具体的には登記事項証明書である）を添付する必要はない。
登録免許税（不動産登記規則189条1項前段）は、不動産1個につき1,500円を納付する（登録免許税法13条2項）。なお、「登録免許税　金1,500円（登録免許税法第13条第2項）」のように減税の根拠となる条文を記載しなければならない（不動産登記規則189条3項）。
この登記の登記記録の例は以下のとおりである（持分全部への拡大変更の場合）。

### 縮小変更
共有である不動産などの全部に抵当権が設定されている場合において、効力の及ぶ範囲を一部の共有者の持分上に縮小することができる。この登記は実質は一部抹消であるが、一部抹消登記というものは存在しないので、変更登記で行う。登記申請情報の記載の例は以下のとおりである。
登記の目的（不動産登記令3条5号）は、「登記の目的　1番抵当権をA持分の抵当権とする変更」のように記載する（記録例409）。
登記原因及びその日付（不動産登記令3条6号）は、「原因　平成何年何月何日B持分の放棄」のように記載する（記録例409）。
登記申請人（不動産登記令3条1号）は、抵当権の効力が及ばなくなる共有者を登記権利者、範囲が縮小される抵当権者を登記義務者として記載する。引き続き抵当権の効力が及ぶ者は登記申請人とはならない。なお、法人が申請人となる場合の代表者の氏名等の記載に関する論点は登記事項の変更の場合と同じである。
添付情報（不動産登記規則34条1項6号、一部）は、登記原因証明情報（不動産登記法61条・不動産登記令7条1項5号ロ）、登記義務者の登記識別情報（不動産登記法22条本文）又は登記済証である。法人が申請人となる場合は更に代表者資格証明情報（不動産登記令7条1項1号）も原則として添付しなければならない。
なお、書面申請の場合であっても、登記義務者の印鑑証明書の添付は原則不要である（不動産登記令16条2項・不動産登記規則48条1項5号、同令18条2項・同規則49条2項4号及び48条1項5号）が、登記義務者が登記識別情報を提供できない場合には添付しなければならない（不動産登記規則47条3号ハ参照）。
この登記は実質は抹消登記であるので、利害関係人が存在するときはその承諾が必要であり（不動産登記法68条）、承諾証明情報が添付情報となる（不動産登記令別表26項添付情報ロ）。この承諾証明情報が書面（承諾書）である場合には、原則として作成者が記名押印し、当該押印に係る印鑑証明書を承諾書の一部として添付しなければならない（不動産登記令19条）。この印鑑証明書は当該承諾書の一部であるので、添付情報欄に「印鑑証明書」と格別に記載する必要はなく、作成後3か月以内のものでなければならないという制限はない。
登録免許税（不動産登記規則189条1項前段）は、不動産1個につき1,000円を納付するが、同一の申請情報で20を超える不動産について縮小変更の登記を申請する場合は2万円である（登録免許税法別表第1-1(15)）
この登記の登記記録の例は以下のとおりである。

## 登記の実行
変更登記は原則として付記登記で実行される（不動産登記規則3条2号）。ただし、利害関係人が存在するときでその承諾が得られない場合は主登記で実行される（記録例400（注）2参照）。
抵当権の効力の及ぶ範囲の縮小変更の登記の場合、実質は抹消登記ではあるが、付記登記で実行される（記録例409）。ただし、利害関係人が存在するときでその承諾が得られない場合は登記をすることができない。
抵当権の効力の及ぶ範囲の拡大変更の登記の場合、実質は追加設定であるが、登記識別情報の通知はされない（2005年（平成17年）8月26日民二1919号通知参照）。
なお、登記官は、変更の登記をするときは、変更前の事項を抹消する記号を記録しなければならない（不動産登記規則150条）。ただし、登記事項を追加する場合（重畳的債務引受など）は除く。